# Nadia Björlin
Nadia Björlin (Newport (Rhode Island), 2 augustus 1980) is een Amerikaanse actrice.

## Biografie
Björlin werd geboren in Newport, maar woonde tot haar zevende in Zweden. Haar vader was de Zweedse componist Ulf Björlin (1933-1993). Haar moeder Fary is van Iraanse afkomst. Björlin bezit een sopraanstem en spreekt en zingt in het Zweeds, Perzisch, Azerbeidzjaans en Engels. Toen haar familie naar West Palm Beach in Florida verhuisde ging ze samen met haar broers Ulf en Jean-Paul naar de kunstschool, waar ze muziek en theater studeerde. In 1998 nam ze deel aan de schoonheidswedstrijd Miss Florida Teen USA en werd tweede eredame.
Vanaf eind 1999 speelde ze Chloe Lane in de soapserie Days of our Lives. Chloe was aanvankelijk een lelijk eendje met witte huid, lange zwarte haren, bril en zwarte kleren, maar groeide uit tot een zwaan. In juni 2003 verliet Björlin Days om zich op haar zangcarrière te concentreren. Haar personage verdween naar Europa om er operaster te worden. Eind 2003 kwam ze kort terug en van november 2004 tot 2005 speelde ze opnieuw mee, in een beperkte rol.
Björlin speelde vervolgens in Sex, Love & Secrets, maar deze serie werd na korte tijd geannuleerd. Verder maakte Bjorlin gastoptredens in programma's en speelde ze in enkele films.
Op 29 november 2007 keerde ze terug in Days of our Lives.
Björlin was verloofd met Daniel Sadek en had een relatie met acteur James Stevenson. Anno 2008 is ze samen met voormalig Days-collega Brandon Beemer.

## Filmografie
| Jaar | Titel                         | Rol            | Aantek. |
| ---- | ----------------------------- | -------------- | ------- |
| 2002 | The Marriage Undone           | Tracie         |         |
| 2007 | If I Had Known I Was a Genius | -              |         |
| 2007 | Redline                       | Natasha Martin |         |
| 2008 | Jack Rio                      | Sonia Hunter   |         |
| 2012 | Divorce Invitation            | Alex           |         |